# Опока (горная порода)

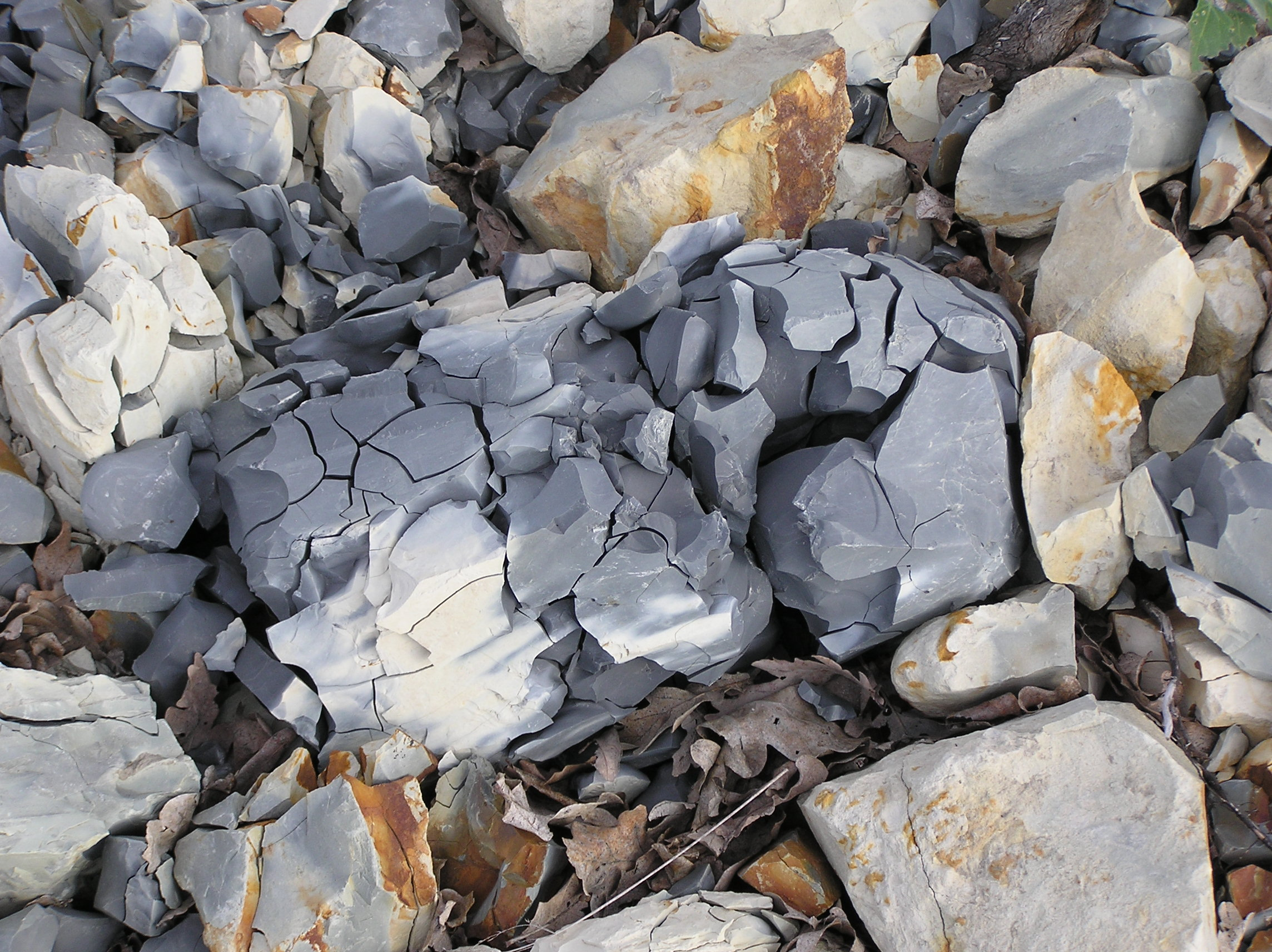
Опока (Саратовская область).

Опо́ка  (от пол. opoka) — микрозернистая микропористая кремнёвая (содержание {\displaystyle {\ce {SiO2}}} по массе до 92-98 %) осадочная горная порода. В отличие от глин — прочная и не размокают в воде. Применяется в строительстве (наполнитель и адсорбент).
В советской литературе называлась кремнистой глиной и кремнистым мергелем.

## Описание
Опока сложена более чем наполовину хемогенным опалом, содержание его доходит до 90 %. Встречаются примеси кремнёвых остатков организмов (радиолярий, спикул губок, панцирей диатомей), также мелких обломков кварца и полевых шпатов, зерен глауконита и глинистого вещества. Порода прочная, звонкая при ударе, имеет полураковистый излом, обладает большой пористостью и гигроскопичностью, обычно серого или темно-серого цвета. Отличается хорошими тепло-звукоизоляционными свойствами.

## Происхождение
Происхождение опок проблематично. По мнению одних, опоки являются продуктом изменения диатомитов, спонголитов, трепелов, другие считают их морскими химическими образованиями.

## Применение в промышленности
Применяется как адсорбент, в газовой, химической и других отраслях промышленности, при производстве цемента.